# Brachyrhamdia imitator
Brachyrhamdia imitator és una espècie de peix de la família dels heptaptèrids i de l'ordre dels siluriformes.

## Morfologia
- Els mascles poden assolir 5,4 cm de longitud total.[5][6]

## Hàbitat
És un peix d'aigua dolça i de clima tropical (21 °C-25 °C).

## Distribució geogràfica
Es troba a Sud-amèrica: conca del riu Caura (conca del riu Orinoco a Veneçuela).